# Rob Williams
Robert "Rob" Williams (født 21. januar 1985 i Taplow, England) er en engelsk roer.
Williams vandt en sølvmedalje for Storbritannien i letvægtsfirer ved OL 2012 i London, sammen med brødrene Richard og Peter Chambers samt Chris Bartley. Briterne kom ind på andenpladsen i finalen, hvor Sydafrika vandt guld, mens Danmark tog bronzemedaljerne.
Williams vandt desuden en VM-guldmedalje i letvægtsfirer ved VM 2010 i New Zealand.

## OL-medaljer
- 2012:  Sølv i letvægtsfirer